# Casa da Dinda
Casa da Dinda é a mansão da família Collor de Mello em Lago Norte, no Distrito Federal, e foi a escolha do então eleito presidente Fernando Collor de Mello como moradia oficial na sua passagem pela Presidência da República. Fica localizada, mais precisamente, no Trecho 10, Conjunto 1-5 - Setor de Mansões de Lago Norte.
Sílvio Pizza Pedrosa, ex-governador do Rio Grande do Norte, quando exercia o cargo de subchefe da Casa Civil (governos Juscelino Kubitschek e João Goulart), construiu a residência no setor de mansões de Lago Norte. Na época foi nomeada Casa Pirangi.
A mansão foi comprada por Arnon Afonso de Farias Mello, em 1964. Recebeu então o novo nome, Casa da Dinda, em homenagem a Elisabeth Leopoldina Francolina Schreiner, mãe de Lindolfo Collor, avó de dona Leda Collor e bisavó do ex-presidente Fernando Collor. Este, um dos filhos do casamento entre Arnon e Leda.
Fernando Collor escolheu a mansão como opção contra as residências funcionais, o Palácio da Alvorada e a Granja do Torto, que em sua concepção eram "escolha de marajás". Ele ficou famoso por ser o "caçador de marajás".
Imediatamente se tornou rota dos grupos turísticos e escolares, que compareciam aos montes nos domingos, esperando-o deixar a mansão para fazer sua tradicional caminhada de 30 minutos. Rosane Malta, sua ex-esposa, fez revelações surpreendentes, afirmando em livro que os jardins da residência oficial foram usados para o sacrifício de animais em rituais de magia negra: "Quando tudo acabava, ficava uma sujeira danada, sangue espalhado".

## Jardins
A propriedade de 13 mil m² foi alvo do paisagista José Roberto Nehring, dono da Brasil's Garden, que plantou ao redor da mansão 200 árvores de grande porte e outras 40 frutíferas. Mas sem dúvida o maior destaque ficou por conta das portentosas e polêmicas cachoeiras motorizadas, inseridas em meio a lagos artificiais.
Embora o ex-presidente tenha negado em entrevista à Rede Record, caiu em domínio público que um lago do jardim recebia água filtrada e oxigenada do Lago Paranoá, antes de chegar às carpas japonesas.
Collor teria dito: "Nunca tive carpas aqui, gostaria de ter tido".
No que o repórter rebateu: "Nem lambaris?"
Rindo, o ex-presidente concluiu: "Nem lambaris".
Também caiu em domínio público que a reforma dos jardins da Dinda realizada entre 1989 e 1992 teriam custado US$ 2.5 milhões, pagos pelo esquema PC Farias.
Através de fotos feitas pela Revista Veja em sua edição de 9 de setembro de 1992, na matéria As Floridas Cachoeiras da Corrupção, divulgou-se o suntuoso jardim da casa.
Foi considerado um dos pontos altos do escândalo que tirou o presidente do poder.

## Abandono
Após a renúncia e cassação dos direitos políticos, Fernando Collor mudou-se para Miami e abandonou a mansão, que sofreu com o tempo e o descuido.
As fontes secaram, as cachoeiras quebraram e tornaram-se depósitos de entulho. A piscina se encheu de lama, sendo que uma das árvores rompeu seus azulejos e os toldos da varanda rasgaram, além de outros sinais de abandono.
Jornais como o Correio Braziliense e o Estadão chegaram a fazer reportagens sobre a decadência da mansão que serviu de residência oficial.

## Reforma
Antes de ser eleito senador por Alagoas em 2006, Fernando Collor promoveu uma reforma em sua antiga mansão, mas pouco sabe-se sobre o resultado da reforma.
Quando voltou a morar em Brasília, em 2007 --ano seguinte à eleição para o Senado pelos alagoanos--, Collor chegou a dizer que não voltaria a morar no local por trazer “más lembranças”, optando pela moradia funcional do Senado Federal. Pouco tempo depois, porém, ele deixou o imóvel funcional do Senado e passou a viver na casa com a mulher, Caroline, e as filhas.
Em 5 de julho de 1992, o O Globo fotografou a entrada de uma Fiat Elba no imóvel. A compra deste veículo acabaria sendo um dos principais elementos do impeachment de Collor. 23 anos depois, em 14 de julho de 2015, a PF, em operação autorizada pelo STF, apreendeu um Lamborghini, uma Ferrari e um Porsche na residência.
Em 24 de abril de 2022, a 3ª Turma do Tribunal Regional Federal da 4ª Região, em Porto Alegre, confirmou a condenação do senador Fernando Collor de Mello (PTB-AL) por uso indevido da cota parlamentar, determinando que o ex-presidente devolva dinheiro público usado para cobrir gastos com serviços como segurança, portaria, jardinagem e limpeza em seu imóvel conhecido como ‘Casa da Dinda’, em Brasília. Na avaliação do colegiado, foi comprovado que os serviços contratados possuem ‘relação direta’ com a vida privada e familiar do senador e não com a atividade parlamentar.